# 蔡斯卡姆
蔡斯卡姆是德国莱茵兰-普法尔茨州的一个市镇。总面积8.85平方公里，总人口2246人，其中男性1152人，女性1094人（2011年12月31日），人口密度254人/平方公里。

## 友好城市
- 法國 蒙镇